# Джуліо Нучарі
Джуліо Нучарі (італ. Giulio Nuciari, нар. 26 квітня 1960, Пйовене-Роккетте) — італійський футболіст, що грав на позиції воротаря за низку італійських клубних команд. Чемпіон Італії у складі «Мілана» та «Сампдорії».
По завершенні ігрової кар'єри — тренер.

## Ігрова кар'єра
Народився 26 квітня 1960 року в Пйовене-Роккетте. Вихованець футбольної школи «Тернани». На сезон 1978/79 був заявлених за основну команду того ж клубу, але на дорослому рівні дебютував лише наступного сезону, граючи на правах оренди в «Монтекатіні». Повернувшись 1980 року з оренди, став основним воротарем «Тернани», відігравши у такому статусі два сезони.
1982 року перейшов до «Мілана», де провів наступні шість  сезонів своєї ігрової кар'єри, проте здебільшого у статусі запасного воротаря. За результатами сезону 1987/88 «россонері» здобули свій 11-ий титул чемпіонів Італії, проте і тоді Нучарі був лише резервистом Джованні Галлі.
Протягом 1988—1989 років захищав кольори «Монци», де був основним воротарем. 1989 року перейшов до «Сампдорії», де не зумів нав'язати конкуренцію за місце в «основі» молодому Джанлуці Пальюці, натомість знову ставши резервним голкіпером. В сезоні 1990/91 у такому статуси здобув своє друге «скудетто», яке для його команди стало лише першим в історії. Загалом перебував у складі генуезців протягом шести сезоні, крім чемпіонського титулу виборовши з ними Суперкубок і Кубок Італії, а також Кубок володарів кубків УЄФА. Завершив професійну кар'єру футболіста у 1995 році.

## Кар'єра тренера
Завершивши ігрову кар'єру 1995 року, залишився у структурі «Сампдорії», ставши тренером воротарів команди. 
Розпочав тренерську кар'єру відразу ж по завершенні кар'єри гравця, 1995 року, увійшовши до тренерського штабу клубу «Сампдорія».
Протягом наступних років попрацював на аналогічних посадах у низці італійських клубних команд, в «Мілані», «Кальярі», «Тернані», «Лаціо», «Інтернаціонале» та «Фіорентині». Протягом частини 2001 року Нучарі, що на той час був тренером воротарів «Кальярі», деякий час виконував обов'язки головного тренера команди із  Сардинії.
У 2018–2023 роках був тренером воротарів у національній збірній Італія, а протягом частини 2025 року працював на аналогічній посаді у збірній Саудівської Аравії.

## Титули і досягнення
- Чемпіон Італії (2):

«Мілан»: 1987-1988
«Сампдорія»: 1990-1991
- Володар Суперкубка Італії з футболу (1):

«Сампдорія»: 1991
- Володар Кубка Італії (1):

«Сампдорія»: 1993-1994
- Володар Кубка Кубків УЄФА (1):

«Сампдорія»: 1989-1990